# Vela ai Giochi della XXXII Olimpiade - 470 maschile

## Le gare
Le gare di vela della classe 470 maschile valide per la XXXII Olimpiade si sono svolte dal 28 luglio al 4 agosto 2021 presso l'isola di Enoshima. Hanno partecipato alla competizione 19 equipaggi.
I punti sono stati assegnati in base alle posizioni finali in ciascuna regata (1 al primo, 2 al secondo etc.). Sono stati considerati i migliori 9 punteggi delle dieci regate di qualificazione, e ciascun equipaggio ha potuto scartare il punteggio più alto. I 10 equipaggi con il punteggio più basso hanno gareggiato in un'ultima regata, chiamata "Medal Race" in cui il punteggio valeva doppio e andava a sommarsi a quello delle 9 regate di qualificazione.
In caso di squalifica, o di mancata partenza per una regata, all'equipaggio venivano assegnati 20 punti per quella regata (22 per la Medal Race) ovvero uno (o due) in più di quanti ne avrebbe avuto se si fosse classificato ultimo.

## Calendario
Tutti gli orari sono Japan Standard Time (UTC+9)
| Data                      | Ora   | Turno       |
| ------------------------- | ----- | ----------- |
| Mercoledì, 28 luglio 2021 | 12:05 | Race 1 e 2  |
| Giovedì, 29 luglio 2021   | 15:05 | Race 3 e 4  |
| Venerdì, 30 luglio 2021   | 12:05 | Race 5 e 6  |
| Domenica, 1º agosto 2021  | 12:15 | Race 7 e 8  |
| Lunedì, 2 agosto 2021     | 14:35 | Race 9 e 10 |
| Mercoledì, 4 agosto 2021  | 14:33 | Medal Race  |

## Risultati
| Pos. | Equipaggio                                  | Race   | Race | Race | Race   | Race | Race | Race | Race | Race | Race | Race | Punti | Punti |
| Pos. | Equipaggio                                  | 1      | 2    | 3    | 4      | 5    | 6    | 7    | 8    | 9    | 10   | M    | Tot   | Net   |
| ---- | ------------------------------------------- | ------ | ---- | ---- | ------ | ---- | ---- | ---- | ---- | ---- | ---- | ---- | ----- | ----- |
|      | Mathew Belcher / Will Ryan                  | 2      | 5    | 1    | 1      | 4    | 3    | 2    | 1    | 2    | 8    | 2    | 31    | 23    |
|      | Anton Dahlberg / Fredrik Bergstrom          | 1      | 15   | 8    | 5      | 6    | 11   | 1    | 5    | 3    | 1    | 4    | 60    | 45    |
|      | Jordi Xammar / Nicolas Rodriguez Garcia-Paz | 10     | 1    | 10   | 6      | 14   | 1    | 3    | 2    | 5    | 7    | 10   | 69    | 55    |
| 4    | Paul Snow-Hansen / Dan Willcox              | 6      | 2    | 7    | 7      | 5    | 7    | 13   | 8    | 6    | 3    | 6    | 70    | 57    |
| 5    | Luke Patience / Chris Grube                 | 3      | 8    | 2    | 4      | 10   | 5    | 9    | 6    | 7    | 10   | 16   | 80    | 70    |
| 6    | Giacomo Ferrari / Giulio Calabrò            | 9      | 9    | 12   | 9      | 9    | 4    | 14   | 3    | 10   | 2    | 14   | 95    | 81    |
| 7    | Keiju Okada / Jumpei Hokazono               | 7      | 4    | 4    | 11     | 13   | 9    | 5    | 4    | 15   | 13   | 12   | 97    | 82    |
| 8    | Panagiotis Mantis / Pavlos Kagialīs         | 5      | 6    | 3    | 20 DSQ | 15   | 12   | 8    | 7    | 4    | 6    | 18   | 104   | 84    |
| 9    | Stuart McNay / David Hughes                 | 8      | 12   | 9    | 10     | 8    | 8    | 7    | 9    | 8    | 11   | 8    | 98    | 86    |
| 10   | Deniz Cinar / Ates Cinar                    | 11     | 14   | 5    | 3      | 2    | 10   | 17   | 13   | 11   | 4    | 20   | 110   | 93    |
| 11   | Kevin Peponnet / Jeremie Mion               | 4      | 7    | 11   | 13     | 12   | 2    | 11   | 11   | 13   | 16   | -    | 100   | 84    |
| 12   | Pavel Sozykin / Denis Gribanov              | 14     | 13   | 6    | 12     | 16   | 6    | 6    | 10   | 9    | 12   | -    | 104   | 88    |
| 13   | Xu Zangjun / Wang Yang                      | 15     | 11   | 13   | 8      | 11   | 14   | 4    | 15   | 14   | 5    | -    | 110   | 95    |
| 14   | Park Gunwoo / Cho Sungmin                   | 17     | 16   | 14   | 15     | 3    | 17   | 15   | 14   | 1    | 9    | -    | 121   | 104   |
| 15   | Diogo Costa / Pedro Costa                   | 13     | 10   | 15   | 14     | 1    | 13   | 10   | 16   | 12   | 17   | -    | 121   | 104   |
| 16   | Henrique Haddad / Bruno Bethlen             | 7      | 3    | 17   | 2      | 18   | 19   | 12   | 17   | 16   | 15   | -    | 135   | 116   |
| 17   | Jacob Saunders / Oliver Bone                | 12     | 17   | 16   | 16     | 7    | 15   | 16   | 12   | 17   | 14   | -    | 142   | 125   |
| 18   | Tyler Justus Paige / Adrian Hoesch          | 18     | 19   | 18   | 17     | 17   | 16   | 19   | 18   | 18   | 18   | -    | 178   | 159   |
| 19   | Matias Montinho / Paixao Afonso             | 20 DNF | 18   | 19   | 18     | 19   | 18   | 18   | 19   | 19   | 19   | -    | 187   | 167   |